# Myrmecodesmus atopus
Myrmecodesmus atopus är en mångfotingart som först beskrevs av Chamberlin 1943.  Myrmecodesmus atopus ingår i släktet Myrmecodesmus och familjen fingerdubbelfotingar. Inga underarter finns listade i Catalogue of Life.